# Nati nel 1988/Aprile
| Questa pagina contiene informazioni ricavate automaticamente dalle voci biografiche con l'ausilio del template Bio e di un bot. L'aggiornamento è periodico e automatico e ricostruisce completamente la pagina. Se manca una persona in questa lista, sei pregato di non aggiungerla, ma accertati piuttosto che la sua voce biografica contenga il template Bio e che i dati anagrafici siano correttamente compilati. Se il template Bio manca, inseriscilo tu stesso o, in alternativa, metti l'avviso {{tmp\|Bio}} che ne segnala la mancanza. Se i dati riportati sono sbagliati, correggi direttamente la voce biografica; le modifiche saranno visibili in questa lista entro pochi giorni. Per chiarimenti vedi il progetto biografie. La lista contiene solo le 524 persone che sono citate nell'enciclopedia e per le quali è stato implementato correttamente il template Bio. Pagina aggiornata al 18 ago 2025. |

- 1º aprile - Fatmire Alushi, ex calciatrice tedesca
- 1º aprile - Abel Azcona, artista spagnolo
- 1º aprile - Antonino Barillà, calciatore italiano
- 1º aprile - Benjamin Bregenzer, ex hockeista su ghiaccio italiano
- 1º aprile - Rachel Cliff, mezzofondista e maratoneta canadese
- 1º aprile - Arne Feick, ex calciatore tedesco
- 1º aprile - David Ferreiro, calciatore spagnolo
- 1º aprile - Brandon Hogan, ex giocatore di football americano statunitense
- 1º aprile - Kristýna Kolocová, giocatrice di beach volley ceca
- 1º aprile - Jung Hae-in, attore e modello sudcoreano
- 1º aprile - Matthias Koch, allenatore di calcio e ex calciatore austriaco
- 1º aprile - Charlotte Lembach, schermitrice francese
- 1º aprile - Brook Lopez, cestista statunitense
- 1º aprile - Robin Lopez, cestista statunitense
- 1º aprile - Courtney McCool, ex ginnasta statunitense
- 1º aprile - Alessandra Perilli, tiratrice a volo sammarinese
- 1º aprile - Toto Tamuz, ex calciatore nigeriano
- 1º aprile - Tan Long, calciatore cinese
- 1º aprile - Kayke Rodrigues, calciatore brasiliano
- 2 aprile - Vahid Amiri, calciatore iraniano
- 2 aprile - César Arias, calciatore colombiano
- 2 aprile - Pierce Caldwell, ex cestista statunitense
- 2 aprile - André Castro, ex calciatore portoghese
- 2 aprile - Chen Xiaojia, cestista cinese
- 2 aprile - Francisco Flores, calciatore costaricano
- 2 aprile - Eren Güngör, ex calciatore turco
- 2 aprile - Einar Hansen, calciatore faroese
- 2 aprile - Kimber James, ex attrice pornografica statunitense
- 2 aprile - Cristian Menéndez, calciatore argentino
- 2 aprile - Leone Nakarawa, rugbista a 15 e rugbista a 7 figiano
- 2 aprile - Thomas Oosthuizen, pugile sudafricano
- 2 aprile - Jesse Plemons, attore statunitense
- 2 aprile - Patrick Rossini, calciatore svizzero
- 2 aprile - Aleksej Sapogov, ex calciatore russo
- 2 aprile - Julian Schauerte, calciatore tedesco
- 3 aprile - Jaralla Al-Marri, calciatore qatariota
- 3 aprile - Alex Baldaccini, fondista di corsa in montagna italiano
- 3 aprile - Ruby Bentall, attrice britannica
- 3 aprile - Michael Carvill, allenatore di calcio e ex calciatore nordirlandese
- 3 aprile - Kam Chancellor, ex giocatore di football americano statunitense
- 3 aprile - Tiberiu Dolniceanu, schermidore rumeno
- 3 aprile - Danilo Fernandes, calciatore brasiliano
- 3 aprile - Brandon Graham, ex giocatore di football americano statunitense
- 3 aprile - Peter Hartley, allenatore di calcio e ex calciatore inglese
- 3 aprile - Brendan Hill, attore statunitense
- 3 aprile - Aleksandra Jabłonka, cantante polacca
- 3 aprile - Daniel Johnson, cestista australiano
- 3 aprile - Jonas Alaska, cantautore e musicista norvegese
- 3 aprile - Anja Klinar, nuotatrice slovena
- 3 aprile - Tim Krul, calciatore olandese
- 3 aprile - Yannick Lesourd, velocista francese
- 3 aprile - Aron Royé, ex cestista olandese
- 3 aprile - Hirokazu Sawamura, giocatore di baseball giapponese
- 3 aprile - Christiane Seidel, attrice statunitense
- 3 aprile - Tasha Steelz, wrestler statunitense
- 3 aprile - Lorca Van De Putte, ex calciatrice belga
- 3 aprile - Vilson Xavier de Menezes Júnior, ex calciatore brasiliano
- 4 aprile - Michael Almebäck, ex calciatore svedese
- 4 aprile - Frank Fielding, calciatore inglese
- 4 aprile - Mauro Formica, ex calciatore argentino
- 4 aprile - Maggie Geha, attrice e modella statunitense
- 4 aprile - Dimana Georgieva, cestista bulgara
- 4 aprile - Kelley Hurley, schermitrice statunitense
- 4 aprile - A.J. Jefferson, giocatore di football americano statunitense
- 4 aprile - Jhulliam, calciatore brasiliano
- 4 aprile - Nadine Keßler, ex calciatrice tedesca
- 4 aprile - Chris Kramer, cestista statunitense
- 4 aprile - Cavin Lobo, calciatore indiano
- 4 aprile - Sandy Maendly, ex calciatrice svizzera
- 4 aprile - Novica Maksimović, calciatore serbo
- 4 aprile - James Meredith, ex calciatore australiano
- 4 aprile - James Sánchez, ex calciatore colombiano
- 4 aprile - Luna Voce, modella olandese
- 5 aprile - Gerson Acevedo, ex calciatore cileno
- 5 aprile - Teresa Patricia Almeida, pallamanista angolana
- 5 aprile - Quade Cooper, rugbista a 15 e pugile neozelandese
- 5 aprile - Jonathan Davies, rugbista a 15 britannico
- 5 aprile - Alex Fridman, attivista e politico bielorusso
- 5 aprile - Geworg Ġazaryan, ex calciatore armeno
- 5 aprile - Alisha Glass, allenatrice di pallavolo e pallavolista statunitense
- 5 aprile - Matthias Jaissle, allenatore di calcio e ex calciatore tedesco
- 5 aprile - Cory Johnson, cestista statunitense
- 5 aprile - Jon Kwang-ik, calciatore nordcoreano
- 5 aprile - Aleksandar Milušev, calciatore macedone
- 5 aprile - David Owino, calciatore keniota
- 5 aprile - Perry Petty, cestista statunitense
- 5 aprile - Fiona Rene, attrice statunitense
- 5 aprile - Pape Sy, ex cestista francese
- 5 aprile - Alex Valentini, calciatore italiano
- 5 aprile - Aleksej Volkov, ex biatleta russo
- 5 aprile - Laurelle Weigl, ex cestista canadese
- 6 aprile - Alen Amedovski, artista marziale misto macedone
- 6 aprile - Mike Bailey, attore britannico
- 6 aprile - Antoine Eito, cestista francese
- 6 aprile - Daniele Gasparetto, calciatore italiano
- 6 aprile - Gaëtan Bille, ex ciclista su strada belga
- 6 aprile - Michalīs Giannakidīs, cestista greco
- 6 aprile - João Carlos Heidemann, calciatore brasiliano
- 6 aprile - Allison Hightower, ex cestista statunitense
- 6 aprile - Francois Hougaard, rugbista a 15 sudafricano
- 6 aprile - Jucilei, ex calciatore brasiliano
- 6 aprile - Abel Masuero, calciatore argentino
- 6 aprile - Aaron Maybin, ex giocatore di football americano statunitense
- 6 aprile - Adriano Montalto, calciatore italiano
- 6 aprile - Rafael Morales, calciatore guatemalteco
- 6 aprile - Fabrice Muamba, giornalista e ex calciatore della Repubblica Democratica del Congo
- 6 aprile - Amina Njonkou, ex cestista camerunese
- 6 aprile - Woo Hye-mi, cantante sudcoreana († 2019)
- 6 aprile - Brian Zoubek, ex cestista statunitense
- 7 aprile - Abdul Salam Al-Mukhaini, calciatore omanita († 2025)
- 7 aprile - Kristoffer Brun, canottiere norvegese
- 7 aprile - Brian Bulgaç, ex ciclista su strada e ex triatleta olandese
- 7 aprile - Yasushi Endō, ex calciatore giapponese
- 7 aprile - Panda da Panda, cantante svedese
- 7 aprile - Julien Klein, calciatore francese
- 7 aprile - Kirsti Lay, ex pistard e ciclista su strada canadese
- 7 aprile - Michael Mazzacane, hockeista su ghiaccio italiano
- 7 aprile - Martino Minuto, schermidore italiano
- 7 aprile - Grant Nel, tuffatore australiano
- 7 aprile - Antonio Piccolo, allenatore di calcio e ex calciatore italiano
- 7 aprile - Emanuele Pisano, regista e sceneggiatore italiano
- 7 aprile - Paulo Posiano, calciatore figiano
- 7 aprile - Pere Riba Madrid, ex tennista e allenatore di tennis spagnolo
- 7 aprile - Yōsuke Saitō, ex calciatore giapponese
- 7 aprile - Ed Speleers, attore britannico
- 7 aprile - Phil Taylor, giocatore di football americano statunitense
- 7 aprile - Bryon Wilson, ex sciatore freestyle statunitense
- 8 aprile - William Accambray, pallamanista francese
- 8 aprile - Joel Berghult, cantante e youtuber svedese
- 8 aprile - Vivien Brisse, ex pistard e ciclista su strada francese
- 8 aprile - Corey Fisher, cestista statunitense
- 8 aprile - Michał Gliwa, calciatore polacco
- 8 aprile - Egidijus Juodvalkis, ex ciclista su strada lituano
- 8 aprile - Kim Sung-joon, calciatore sudcoreano
- 8 aprile - Massimiliano Murolo, schermidore italiano
- 8 aprile - Olli Palola, hockeista su ghiaccio finlandese
- 8 aprile - Stefan Postel, ex giocatore di football americano austriaco
- 8 aprile - Louella Tomlinson, ex cestista australiana
- 8 aprile - Excellent Walaza, ex calciatore sudafricano
- 8 aprile - Keith Williams, giocatore di football americano statunitense
- 8 aprile - Paul Zanette, ex hockeista su ghiaccio canadese
- 8 aprile - Riccardo Zoidl, ciclista su strada austriaco
- 9 aprile - Ismail Belmaalem, calciatore marocchino
- 9 aprile - Tatjana Bokan, pallavolista montenegrina
- 9 aprile - Daniele Bonessio, cestista italiano
- 9 aprile - Ryan Broyles, ex giocatore di football americano statunitense
- 9 aprile - Oskars Cibuļskis, hockeista su ghiaccio lettone
- 9 aprile - Erton Fejzullahu, ex calciatore svedese
- 9 aprile - Francesco Giontella, giocatore di beach volley italiano
- 9 aprile - Christer Kleiven, ex calciatore norvegese
- 9 aprile - Ognjen Krasić, ex calciatore serbo
- 9 aprile - Nicola Leonardi, ex pallavolista italiano
- 9 aprile - Francesco Luoni, calciatore italiano
- 9 aprile - Minna Nikkanen, astista finlandese
- 9 aprile - Rodrigo Rojas, calciatore paraguaiano
- 10 aprile - Aude Aguilaniu, ex sciatrice alpina e sciatrice freestyle francese
- 10 aprile - Saud Al-Sowadi, calciatore yemenita
- 10 aprile - Molly Bernard, attrice statunitense
- 10 aprile - Agnese Claisse, attrice e cantante francese
- 10 aprile - Clare Dunne, attrice irlandese
- 10 aprile - Júnior Fernándes, calciatore cileno
- 10 aprile - Jahor Filipenka, calciatore bielorusso
- 10 aprile - Kareem Jackson, giocatore di football americano statunitense
- 10 aprile - Ivan Kecojević, ex calciatore montenegrino
- 10 aprile - Captain Munnerlyn, giocatore di football americano statunitense
- 10 aprile - Branko Mutić, ex giocatore di football americano e allenatore di football americano serbo
- 10 aprile - Haley Joel Osment, attore statunitense
- 10 aprile - Akwasi Owusu-Ansah, ex giocatore di football americano statunitense
- 10 aprile - Simona Parrini, ex calciatrice italiana
- 10 aprile - Oscar Pehrsson, ex calciatore svedese
- 10 aprile - Alicia Sanz, attrice spagnola
- 10 aprile - Eunice Sum, mezzofondista keniota
- 10 aprile - Alessia Travaglini, ex pallavolista italiana
- 11 aprile - Linda Caridi, attrice italiana
- 11 aprile - Milton Casco, calciatore argentino
- 11 aprile - Aleksandar Ignjatović, calciatore serbo
- 11 aprile - Leland Irving, hockeista su ghiaccio canadese
- 11 aprile - Curtis Kelly, ex cestista statunitense
- 11 aprile - Kenta Maeda, giocatore di baseball giapponese
- 11 aprile - Maja Miljković, cestista serba
- 11 aprile - Mait Patrail, pallamanista estone
- 11 aprile - Nenad Srećković, calciatore serbo
- 11 aprile - Dar Tucker, cestista statunitense
- 11 aprile - Coen Vermeltfoort, ciclista su strada olandese
- 11 aprile - Dillian Whyte, pugile e ex kickboxer inglese
- 12 aprile - Faruh Abitov, ex calciatore kirghiso
- 12 aprile - Ricardo Álvarez, ex calciatore argentino
- 12 aprile - Ryan Brooks, ex cestista statunitense
- 12 aprile - Cristina Bujin, triplista rumena
- 12 aprile - Choi Bo-kyung, calciatore sudcoreano
- 12 aprile - Tone Damli, cantante norvegese
- 12 aprile - Stefano Desimoni, giocatore di baseball italiano
- 12 aprile - Edder Farías, calciatore venezuelano
- 12 aprile - Pərdis Fərcad-Azad, calciatore azero
- 12 aprile - Joe Garner, calciatore inglese
- 12 aprile - Tim Heubach, calciatore tedesco
- 12 aprile - Huỳnh Phúc Hiệp, calciatore vietnamita
- 12 aprile - Jessie James, cantante statunitense
- 12 aprile - Rvssian, produttore discografico, cantante e imprenditore giamaicano
- 12 aprile - Kelvin Lewis, ex cestista statunitense
- 12 aprile - Nicolas Andrade, calciatore brasiliano
- 12 aprile - Yannick Sagbo, calciatore francese
- 12 aprile - Tommy Schmid, ex combinatista nordico svizzero
- 12 aprile - Nate Solder, ex giocatore di football americano statunitense
- 12 aprile - Lisa Unruh, arciera tedesca
- 12 aprile - Momen Zakaria, ex calciatore egiziano
- 12 aprile - Zhang Hong, pattinatrice di velocità su ghiaccio cinese
- 13 aprile - Anderson Luís de Abreu Oliveira, allenatore di calcio e ex calciatore brasiliano
- 13 aprile - Will Bratt, pilota automobilistico britannico
- 13 aprile - Dwayne Collins, cestista statunitense († 2025)
- 13 aprile - Mikel Iribas, ex calciatore spagnolo
- 13 aprile - Cardia Jackson, ex giocatore di football americano statunitense
- 13 aprile - Quavas Kirk, ex calciatore statunitense
- 13 aprile - Petteri Koponen, ex cestista e allenatore di pallacanestro finlandese
- 13 aprile - Dirk Marcellis, ex calciatore olandese
- 13 aprile - Ri Kwang-il, calciatore nordcoreano
- 13 aprile - Hélder Maurílio da Silva Ferreira, calciatore brasiliano
- 13 aprile - Dario Socci, pugile italiano
- 13 aprile - Víctor Turcios, ex calciatore salvadoregno
- 13 aprile - Liam Walker, calciatore gibilterriano
- 13 aprile - Allison Williams, attrice statunitense
- 13 aprile - Hasna Xhukiçi, modella albanese
- 14 aprile - Eric Alexander, ex calciatore statunitense
- 14 aprile - Roberto Bautista Agut, tennista spagnolo
- 14 aprile - Silvia Carraro, ex calciatrice italiana
- 14 aprile - Michele Cervellini, calciatore sammarinese
- 14 aprile - Rodrigue César, calciatore francese
- 14 aprile - Franklin Herrera, ex calciatore boliviano
- 14 aprile - Solène Jambaqué, sciatrice alpina francese
- 14 aprile - Daniel Jiménez, calciatore beliziano
- 14 aprile - Kim Shin-wook, calciatore sudcoreano
- 14 aprile - Eliška Klučinová, multiplista ceca
- 14 aprile - Manuel Konrad, calciatore tedesco
- 14 aprile - Ben Lloyd-Hughes, attore britannico
- 14 aprile - Takanori Maeno, calciatore giapponese
- 14 aprile - Anthony Modeste, calciatore francese
- 14 aprile - Marija Orlova, skeletonista russa
- 14 aprile - Horacio Orzán, calciatore argentino
- 14 aprile - Vasileios Pliatsikas, ex calciatore greco
- 14 aprile - Maxime Richard, canoista belga
- 14 aprile - Željko Šakić, cestista croato
- 14 aprile - Asgeir Snekvik, giocatore di calcio a 5 e calciatore norvegese
- 14 aprile - Reika Takahashi, ex cestista giapponese
- 14 aprile - Guy Toindouba, calciatore camerunese
- 14 aprile - Patrick van de Waarsenburg, pilota motociclistico olandese
- 14 aprile - Ratthapark Wilairot, pilota motociclistico thailandese
- 14 aprile - Chris Wood, attore statunitense
- 15 aprile - Pádraig Amond, calciatore irlandese
- 15 aprile - Yoann Arquin, calciatore francese
- 15 aprile - Mevlüt Arık, lottatore turco
- 15 aprile - Emiliano Bonfigli, calciatore argentino
- 15 aprile - Pedro Carmona, ex calciatore brasiliano
- 15 aprile - Bill Clark, ex cestista statunitense
- 15 aprile - Michele Cremonesi, ex calciatore italiano
- 15 aprile - Steven Defour, allenatore di calcio e ex calciatore belga
- 15 aprile - Nicolás de los Santos, cestista argentino
- 15 aprile - Eliza Doolittle, cantante britannica
- 15 aprile - Francesco Fossi, ex canottiere italiano
- 15 aprile - Galin Ivanov, calciatore bulgaro
- 15 aprile - Nicolas de Jong, cestista francese
- 15 aprile - Juan de Jongh, rugbista a 15 sudafricano
- 15 aprile - Raphael Martinho, ex calciatore brasiliano
- 15 aprile - Manami Numakura, doppiatrice giapponese
- 15 aprile - Jonathan Quartey, ex calciatore ghanese
- 15 aprile - Benedict Samuel, attore, sceneggiatore e regista australiano
- 15 aprile - Beate Schrott, ostacolista austriaca
- 15 aprile - Lamnao Singto, ex calciatore laotiano
- 15 aprile - Amari Spievey, giocatore di football americano statunitense
- 15 aprile - Anna Spitz, cantante, attrice e doppiatrice israeliana
- 15 aprile - Zheng Long, calciatore cinese
- 16 aprile - Humaid Abdulla Abbas, calciatore emiratino
- 16 aprile - Ibrahim Ayew, calciatore ghanese
- 16 aprile - Claudio Beauvue, calciatore francese
- 16 aprile - Luis Enrique Cáceres, calciatore paraguaiano
- 16 aprile - Alisa Durbrow, modella e attrice giapponese
- 16 aprile - Ali Farokhmanesh, ex cestista, dirigente sportivo e allenatore di pallacanestro statunitense
- 16 aprile - Stefan Pereira, calciatore brasiliano
- 16 aprile - Gianni Frankis, ex ostacolista britannico
- 16 aprile - Alexandre Geniez, ex ciclista su strada francese
- 16 aprile - Jullie, cantante, attrice e blogger brasiliana
- 16 aprile - Lars Lambooij, ex calciatore olandese
- 16 aprile - Marko Milinković, ex calciatore serbo
- 16 aprile - Mirko Mulalić, cestista sloveno
- 16 aprile - Kyle Okposo, hockeista su ghiaccio statunitense
- 16 aprile - Daniele Paponi, calciatore italiano
- 16 aprile - Amy Pemberton, attrice britannica
- 16 aprile - Hayley Squires, attrice e drammaturga britannica
- 17 aprile - Faysal Ahmed, giocatore di calcio a 5 e calciatore norvegese
- 17 aprile - Andrėj Aramnaŭ, sollevatore bielorusso
- 17 aprile - Luca Giacón, ex pugile spagnolo
- 17 aprile - Tiyani Mabunda, ex calciatore sudafricano
- 17 aprile - Ivan Markelov, calciatore russo
- 17 aprile - Dane Massey, calciatore e ex giocatore di calcio a 5 irlandese
- 17 aprile - Francesco Migliore, ex calciatore italiano
- 17 aprile - Andy Mineo, rapper statunitense
- 17 aprile - Takahiro Moriuchi, cantante e musicista giapponese
- 17 aprile - Raúl Olivares, calciatore cileno
- 17 aprile - Marco Pozzi, hockeista su ghiaccio italiano
- 18 aprile - Jurij Ajrapetjan, scacchista ucraino
- 18 aprile - Olu Ashaolu, cestista canadese
- 18 aprile - Giusy Astarita, pallavolista italiana
- 18 aprile - Andrzej Bargiel, scialpinista, arrampicatore e fondista di corsa in montagna polacco
- 18 aprile - Justin Burrell, cestista statunitense
- 18 aprile - Karol-Ann Canuel, ex ciclista su strada canadese
- 18 aprile - Julie Debever, ex calciatrice francese
- 18 aprile - Anagabriela Espinoza, modella messicana
- 18 aprile - Andre Frolov, calciatore estone
- 18 aprile - Clarissa Goenawan, scrittrice singaporiana
- 18 aprile - Ken Iwao, calciatore giapponese
- 18 aprile - Wolfgang Kindl, slittinista austriaco
- 18 aprile - Vanessa Kirby, attrice britannica
- 18 aprile - Čavdar Kostov, cestista bulgaro
- 18 aprile - Jessica Learmonth, triatleta britannica
- 18 aprile - Kayleigh McEnany, scrittrice e politica statunitense
- 18 aprile - Jamel McLean, cestista statunitense
- 18 aprile - Oscar Murillo, ex calciatore colombiano
- 18 aprile - Cláudia Neto, calciatrice portoghese
- 18 aprile - Ibrahima Niasse, ex calciatore senegalese
- 18 aprile - Jackson Niyomugabo, ex nuotatore ruandese
- 18 aprile - Pierrick Valdivia, ex calciatore francese
- 18 aprile - Josh Williams, ex calciatore statunitense
- 18 aprile - Yu Dabao, ex calciatore cinese
- 19 aprile - Alfie Arcuri, cantante australiano
- 19 aprile - Garry Bocaly, ex calciatore francese
- 19 aprile - Diego Buonanotte, calciatore argentino
- 19 aprile - Paul Caddis, allenatore di calcio e ex calciatore scozzese
- 19 aprile - Peter Emelieze, velocista nigeriano
- 19 aprile - Enrique Esqueda, ex calciatore messicano
- 19 aprile - Luka Karabatić, pallamanista francese
- 19 aprile - Šárka Kubínová, pallavolista ceca
- 19 aprile - Charlie Murphy, attrice irlandese
- 19 aprile - Ágnes Mutina, ex nuotatrice ungherese
- 19 aprile - Heidi Reichinnek, politica tedesca
- 19 aprile - Jay Santos, cantante colombiano
- 19 aprile - Simi, cantante nigeriana
- 19 aprile - Sosmula, rapper brasiliano
- 19 aprile - Jeremiah Wilson, ex cestista statunitense
- 20 aprile - Brandon Belt, giocatore di baseball statunitense
- 20 aprile - Nick Bonino, hockeista su ghiaccio statunitense
- 20 aprile - Sonia Borriero, sollevatrice e judoka italiana
- 20 aprile - Sofia Bruscoli, modella, showgirl e conduttrice televisiva italiana
- 20 aprile - Heleen Jaques, ex calciatrice belga
- 20 aprile - Tommaso Lazotti, attore italiano
- 20 aprile - Volodymyr Lysenko, calciatore ucraino
- 20 aprile - Alyssa Naeher, calciatrice statunitense
- 20 aprile - Gaëlle Nayo-Ketchanke, sollevatrice francese
- 20 aprile - Chiara Rossi, cestista italiana
- 20 aprile - John Ogu, calciatore nigeriano
- 20 aprile - Kévin Zougoula, calciatore ivoriano
- 21 aprile - Amer Al-Fadhel, calciatore kuwaitiano
- 21 aprile - Robbie Amell, attore canadese
- 21 aprile - S. Arun Prasad, scacchista indiano
- 21 aprile - Emre Batur, pallavolista turco
- 21 aprile - Ricky Berens, ex nuotatore statunitense
- 21 aprile - Dejan Bizjak, giocatore di calcio a 5 sloveno
- 21 aprile - Jencarlos Canela, attore e cantante statunitense
- 21 aprile - Maximiliano Ceratto, calciatore argentino
- 21 aprile - Gio Evan, scrittore, poeta e cantautore italiano
- 21 aprile - Filippo Giusti, ex rugbista a 15 italiano
- 21 aprile - Gary Kagelmacher, calciatore uruguaiano
- 21 aprile - Brylle Kamen, ex cestista francese
- 21 aprile - César Larios, ex calciatore salvadoregno
- 21 aprile - Zachary Steven Merrick, musicista statunitense
- 21 aprile - Lisa-Mari Moen Jünge, modella norvegese
- 21 aprile - Pedro Mosquera, calciatore spagnolo
- 21 aprile - Lucas Ordóñez, hockeista su pista argentino
- 21 aprile - José Pardo, calciatore spagnolo
- 21 aprile - Adam Rooney, calciatore irlandese
- 21 aprile - Sophie Rundle, attrice britannica
- 21 aprile - Christoph Sanders, attore statunitense
- 21 aprile - Ibrahima Traoré, ex calciatore francese
- 21 aprile - Evaldas Žabas, ex cestista lituano
- 22 aprile - Frida Aili, ex cestista svedese
- 22 aprile - Mislav Anđelković, calciatore croato
- 22 aprile - Nora Coton-Pélagie, ex calciatrice francese
- 22 aprile - Daniel Imperiale, calciatore argentino
- 22 aprile - Nabihah Iqbal, musicista e cantante britannica
- 22 aprile - Miliyah Kato, cantante giapponese
- 22 aprile - Philipp Klingmann, ex calciatore tedesco
- 22 aprile - Sophie Labelle, fumettista e attivista canadese
- 22 aprile - Ezechiel N'Douassel, calciatore ciadiano
- 22 aprile - Daniel Pavlović, ex calciatore svizzero
- 22 aprile - Olivér Perge, speedcuber ungherese
- 22 aprile - Grazia Maria Pinto, modella italiana
- 22 aprile - Pedro Santos, calciatore portoghese
- 22 aprile - Dee Gordon, giocatore di baseball statunitense
- 22 aprile - Thapelo Tale, calciatore lesothiano
- 22 aprile - Aleksandr Vasjunov, hockeista su ghiaccio russo († 2011)
- 23 aprile - Arbër Agalliu, giornalista albanese
- 23 aprile - Victor Anichebe, ex calciatore nigeriano
- 23 aprile - Jazzu, cantante e attrice lituana
- 23 aprile - Alistair Brownlee, triatleta britannico
- 23 aprile - Justin Brownlee, cestista statunitense
- 23 aprile - Prince Buaben, ex calciatore ghanese
- 23 aprile - Molly Burnett, attrice e cantante statunitense
- 23 aprile - Bassirou Compaoré, calciatore burkinabé
- 23 aprile - Leslie Copeland, ex giavellottista figiano
- 23 aprile - Steph Houghton, ex calciatrice inglese
- 23 aprile - Roald van Hout, ex calciatore olandese
- 23 aprile - Stefanie Moser, ex sciatrice alpina austriaca
- 23 aprile - Marco Palvetti, attore italiano
- 23 aprile - David Pocock, ex rugbista a 15, attivista e politico zimbabwese
- 23 aprile - Carla Quevedo, attrice argentina
- 23 aprile - Mouhanad el-Sabagh, cestista egiziano
- 23 aprile - Hairul Azreen, attore malaysiano
- 24 aprile - Bibiro Ali Taher, mezzofondista ciadiana
- 24 aprile - Roberto Andrade Silva, ex calciatore brasiliano
- 24 aprile - Brecht Capon, ex calciatore belga
- 24 aprile - Jermaine Cunningham, giocatore di football americano statunitense
- 24 aprile - Balázs Farkas, ex calciatore ungherese
- 24 aprile - Adama Guira, ex calciatore burkinabé
- 24 aprile - Neil Hans, ex calciatore papuano
- 24 aprile - Jarvis Jenkins, giocatore di football americano statunitense
- 24 aprile - Daria Jorquera, schermitrice canadese
- 24 aprile - Julianna Karaulova, cantante e attrice russa
- 24 aprile - Oleksij Kurilov, ex calciatore ucraino
- 24 aprile - Daniel Popescu, cestista rumeno
- 24 aprile - Danny Santoya, calciatore colombiano
- 24 aprile - Lance Thomas, ex cestista statunitense
- 24 aprile - Kazunori Yoshimoto, ex calciatore giapponese
- 24 aprile - Oleksandra Ševčenko, attivista ucraina
- 24 aprile - Jan Šisler, calciatore ceco
- 25 aprile - Ebru Aytemur, attrice turca
- 25 aprile - Mamadou Diouldé Bah, calciatore guineano
- 25 aprile - Jonathan Bailey, attore britannico
- 25 aprile - Gaëtan Bong, ex calciatore camerunese
- 25 aprile - Cheick Diabaté, calciatore maliano
- 25 aprile - Sérgio Dutra Júnior, calciatore brasiliano
- 25 aprile - Savannah Graybill, skeletonista statunitense
- 25 aprile - Vurğun Hüseynov, ex calciatore azero
- 25 aprile - Mariya Ise, attrice e doppiatrice giapponese
- 25 aprile - Laura Lepistö, ex pattinatrice artistica su ghiaccio finlandese
- 25 aprile - Stefan Marković, ex cestista serbo
- 25 aprile - Giulio Molinari, triatleta italiano
- 25 aprile - Sara Paxton, attrice e cantante statunitense
- 25 aprile - Hamed Sinno, musicista libanese
- 25 aprile - Ekaterina Stoljarova, sciatrice freestyle russa
- 25 aprile - Anna Stöhr, arrampicatrice austriaca
- 25 aprile - Bernhard Tritscher, ex fondista austriaco
- 25 aprile - Melvin de Leeuw, calciatore olandese
- 26 aprile - Suzaan van Biljon, nuotatrice sudafricana
- 26 aprile - Nobel Boungou Colo, cestista della Repubblica del Congo
- 26 aprile - Rutger Bregman, scrittore e storico olandese
- 26 aprile - Konstantin Čaščin, ex giocatore di calcio a 5 russo
- 26 aprile - Vanessa D'Ambrosio, politica sammarinese
- 26 aprile - Ayu Fani Damayanti, tennista indonesiana
- 26 aprile - Deividas Gailius, cestista lituano
- 26 aprile - Macarena García, attrice spagnola
- 26 aprile - Elías Hernández, calciatore messicano
- 26 aprile - Franciela Krasucki, velocista brasiliana
- 26 aprile - Christian Kubusch, ex nuotatore tedesco
- 26 aprile - Rauf Məmmədov, scacchista azero
- 26 aprile - Marlon Moraes, artista marziale misto brasiliano
- 26 aprile - Bakary Sako, calciatore francese
- 26 aprile - Diego Seoane Pérez, ex calciatore spagnolo
- 26 aprile - Annie Starke, attrice statunitense
- 26 aprile - Óscar Trejo, calciatore argentino
- 26 aprile - Manuel Viniegra, ex calciatore messicano
- 26 aprile - Josh Young, cestista statunitense
- 26 aprile - Kaz Bałagane, rapper e produttore discografico polacco
- 27 aprile - Austin Amelio, attore statunitense
- 27 aprile - Chan Peng Soon, giocatore di badminton malese
- 27 aprile - Joeri Dequevy, calciatore belga
- 27 aprile - Vito Bambino, cantante e attore polacco
- 27 aprile - Lora Lee Gayer, attrice statunitense
- 27 aprile - Tornik'e Gorgiashvili, ex calciatore georgiano
- 27 aprile - John Hughes, giocatore di football americano statunitense
- 27 aprile - Lizzo, cantante, rapper e flautista statunitense
- 27 aprile - Bakary Koné, ex calciatore burkinabé
- 27 aprile - Daniel Kvammen, cantante norvegese
- 27 aprile - Simone Liberati, attore italiano
- 27 aprile - Arib Maazouzi, ex giocatore di calcio a 5 e calciatore norvegese
- 27 aprile - Serginho, ex calciatore brasiliano
- 27 aprile - Regé-Jean Page, attore britannico
- 27 aprile - Ty Powell, giocatore di football americano statunitense
- 27 aprile - Cameron Rundles, ex cestista e allenatore di pallacanestro statunitense
- 27 aprile - Damián Suárez, calciatore uruguaiano
- 27 aprile - Viliami Tukuʻaho, principe tongano
- 27 aprile - Haruka Ueda, nuotatrice giapponese
- 27 aprile - Semën Varlamov, hockeista su ghiaccio russo
- 28 aprile - Emiliano Alfaro, allenatore di calcio e ex calciatore uruguaiano
- 28 aprile - Niclas Andersén, hockeista su ghiaccio svedese
- 28 aprile - Jonathan Biabiany, calciatore francese
- 28 aprile - Federico Fedele, giocatore di calcio a 5 uruguaiano
- 28 aprile - Matteo Gariglio, arbitro di calcio italiano
- 28 aprile - Jan Hanuš, calciatore ceco
- 28 aprile - Spencer Hawes, ex cestista statunitense
- 28 aprile - Emma Hewitt, cantante e compositrice australiana
- 28 aprile - Juan Manuel Mata, calciatore spagnolo
- 28 aprile - Marika Popowicz-Drapała, velocista polacca
- 28 aprile - Reto Schenkel, ex velocista svizzero
- 28 aprile - Camila Vallejo, politica e attivista cilena
- 29 aprile - Sara Bertolasi, canottiera italiana
- 29 aprile - Marc Digruber, ex sciatore alpino austriaco
- 29 aprile - Dillon, cantautrice e pianista brasiliana
- 29 aprile - Nélson Alexandre Farpelha Estrela, calciatore portoghese
- 29 aprile - Cameron Girdlestone, canottiere australiano
- 29 aprile - Younha, cantante sudcoreana
- 29 aprile - Halyna Jančenko, politica ucraina
- 29 aprile - Vera Klimovič, pallavolista bielorussa
- 29 aprile - Jan Kudlička, astista ceco
- 29 aprile - Taoufik Makhloufi, mezzofondista algerino
- 29 aprile - Lonyae Miller, giocatore di football americano statunitense
- 29 aprile - Thomas Plößel, velista tedesco
- 29 aprile - Julian Reus, velocista tedesco
- 29 aprile - Nikolaj Sedjuk, discobolo russo
- 29 aprile - Mark Stanley, attore britannico
- 29 aprile - Iñaki Sáenz, calciatore spagnolo
- 29 aprile - Jonathan Toews, hockeista su ghiaccio canadese
- 29 aprile - Kritsada Wongkaeo, giocatore di calcio a 5 e ex calciatore thailandese
- 30 aprile - Jacques Alingue, cestista francese
- 30 aprile - Sander Baart, hockeista su prato olandese
- 30 aprile - Antonio Ballard, cestista statunitense
- 30 aprile - Loïc Chauvet, calciatore francese
- 30 aprile - Massimo Chessa, ex cestista italiano
- 30 aprile - Petra Conti, danzatrice italiana
- 30 aprile - Fernando Cárdenas, ex calciatore colombiano
- 30 aprile - Fabio Donadio, ex pallavolista italiano
- 30 aprile - Lassi Etelätalo, giavellottista finlandese
- 30 aprile - Mario Fernández Cuesta, calciatore spagnolo
- 30 aprile - Romain Inez, ex calciatore francese
- 30 aprile - Oh Hye-ri, taekwondoka sudcoreana
- 30 aprile - Václav Ondřejka, calciatore ceco
- 30 aprile - Ana de Armas, attrice e modella cubana